# Холхлівська сільська рада
Холхлівська сільська рада (біл. Хоўхлаўскі сельсавет) — адміністративно-територіальна одиниця в складі Молодечненського району розташована в Мінській області Білорусі. Адміністративний центр — Холхлове.
Холхлівська сільська рада розташована на межі центральної Білорусі, в західній частині Мінської області орієнтовне розташування — супутникові знимки, на південний схід від Молодечного.
До складу сільради входять 27 населених пунктів:
- Березівці • Бобри • Броди • Вітківщина • Вовчки • Деразки • Дорохи • Дроваші • Єрмаки • Задвірці • Камінщина • Красноармійська (село) • Кукове • Кулеші • Лучанські • Мацюківщина • Обухівщина • Пекарі • Прончейкове • Селівці • Сухопарівщина • Холхлове • Черневе • Чернівщина • Чахи • Шалиги • Шараї.

## Джерело
- «Гарады і вёскі Беларусі: Энцыклапедыя ў 15 тамах» Т.8, кн. 1. Мінская вобласьць. Рэдкалегія: Т. У. Бялова (дырэктар) і інш. —  Мн.: БелЭн, 2010. — 736 с.: іл. ISBN 978-985-11-0302-3.
- «Гарады і вёскі Беларусі: Энцыклапедыя ў 15 тамах» Т.8, кн. 2. Мінская вобласьць. Рэдкалегія: Т. У. Бялова (дырэктар) і інш. —  Мн.: БелЭн, 2011. — 464 с.: іл. ISBN 978-985-11-0554-6.
- «Гарады і вёскі Беларусі: Энцыклапедыя ў 15 тамах» Т.8, кн. 3. Мінская вобласьць. Рэдкалегія: Т. У. Бялова (дырэктар) і інш. —  Мн.: БелЭн, 2012. — 624 с.: іл. ISBN 978-985-11-0636-9.